# El kiosco
El kiosco fue un programa infantil de televisión emitido por TVE entre 1984 y 1987.

## Historia
Espacio sucesor y muy similar a Dabadabadá, se emitía de lunes a jueves en horario de tarde. Después, tras 74 programas, pasó a emitirse únicamente la tarde del jueves. Fue creado por Ramón Pradera y él mismo se encargó de su dirección y realización. Estaba conducido por la joven Verónica Mengod -en lo que fue su debut en televisión-, acompañada por un Muppet con el nombre de Pepe Soplillo a quien prestó voz y movimiento el actor José Carabias). Se repetía de este modo la fórmula de Dabadabadá, con Sonia Martínez y el muñeco Paco Micro (también con la voz de Carabias). Otra de las herencias del predecesor, al margen del propio Ramón Pradera, fue la presencia del dibujante José Ramón Sánchez, al que se sumaron el actor Alberto Closas Jr., el humorista Joe Rígoli y el coreógrafo Víctor Ullate.
Destaca el hecho de que Pepe Soplillo era el primer Muppet diseñado y fabricado por Jim Henson en persona para un programa no producido por su compañía. El muppet fue realizado a la medida de su voz, Pepe Carabias, ya que Henson impuso que la "voz" debería ser la de quien fuera su manipulador y así se hizo. La personalidad de Pepe Soplillo le fue dada en todas sus emisiones por los guiones de Fernando de Olid.
En el programa se sucedían canciones, juegos, entrevistas, experimentos científicos, teatro, magia y humor.
La música del programa corrió a cargo del compositor Julio Mengod, padre de la presentadora.